# Tracy-le-Val
Tracy-le-Val – miejscowość i gmina we Francji, w regionie Hauts-de-France, w departamencie Oise.
Według danych na rok 1990 gminę zamieszkiwało 817 osób, a gęstość zaludnienia wynosiła 174 osoby/km² (wśród 2293 gmin Pikardii Tracy-le-Val plasuje się na 352. miejscu pod względem liczby ludności, natomiast pod względem powierzchni na miejscu 904.).